# Moviment Modernitzar São Vicente
El Moviment Modernitzar São Vicente és un partit polític de l'illa de São Vicente, a Cap Verd.

## Història
A les eleccions locals de Cap Verd de 2004 el partit va obtenir el 5,4% dels vots a l'illa de São Vicente. Tot i que no va poder obtenir un escó en el Consell Municipal, va obtenir un sol escó a l'Assemblea Municipal, ocupat per Maria Helena A. Modesto Leite.